# 华南桂
华南桂（学名：Cinnamomum austro-sinense）是樟科樟属的植物，为中国的特有植物。分布在中国大陆的浙江、福建、广西、广东、江西等地，生长于海拔630米至700米的地区，一般生长在溪边的常绿阔叶林中、山坡及灌丛中，目前尚未由人工引种栽培。

## 别名
大叶辣樟树（江西遂川） 大叶樟（江西龙南） 野桂皮（江西安福） 肉桂（江西大余） 华南樟（中山大学学报）